# Birds of Prey (soundtrack)
Birds of Prey: The Album is de originele soundtrack van de film Birds of Prey uit 2020. Het album werd uitgebracht op 7 februari 2020 door Atlantic Records. Een week later verscheen ook een tweede soundtrack, getiteld Birds of Prey: Original Score met alleen de originele filmmuziek van Daniel Pemberton door WaterTower Music.

## Birds of Prey: The Album
Het album werd aangekondigd in januari 2020 en werd gelijktijdig met de Amerikaanse première uitgebracht. Om het album te promoten, werd elke vrijdag voor de release van de film een single uitgebracht. De single "Diamonds" van Megan Thee Stallion & Normani werd als eerste uitgebracht op 10 januari, gevolgd door "Joke's on You" van Charlotte Lawrence op 17 januari. "Boss Bitch" van Doja Cat verscheen op 24 januari en "Sway with Me" van Saweetie & Galxara op 31 januari. "Experiment on Me" van Halsey verscheen op de dag van de albumrelease. Het album bestaat enkel uit vrouwelijke artiesten. De nummers "Black Betty" van de band Spiderbait en "Barracuda" van de band Heart zijn ook in de film gebruikt maar staan niet op het album.

### Nummers
1. "Boss Bitch" – Doja Cat - 2:14
2. "So Thick" – Whipped Cream (feat. Baby Goth) - 2:11
3. "Diamonds" – Megan Thee Stallion & Normani - 3:19
4. "Sway With Me" – Saweetie & Galxara - 2:48
5. "Joke's On You" – Charlotte Lawrence - 3:04
6. "Smile" – Maisie Peters - 2:38
7. "Lonely Gun" – Cyn - 2:38
8. "Experiment on Me" – Halsey - 3:35
9. "Danger" – Jucee Froot - 2:27
10. "Bad Memory" – K.Flay - 2:55
11. "Feeling Good" – Sofi Tukker - 3:03
12. "Invisible Chains" – Lauren Jauregui - 3:20
13. "It's a Man's Man's Man's World" – Black Canary - 2:56
14. "I'm Gonna Love You Just a Little More Baby" – Summer Walker - 2:53
15. "Hit Me With Your Best Shot" – Adona - 2:51

## Birds of Prey: Original Score
In september 2019 werd Daniel Pemberton aangekondigd voor het componeren van de filmmuziek. Het album van Pemberton werd uitgebracht op 14 februari 2020 door WaterTower Music.

### Nummers
1. "Flying High(Birds of Prey) - 1:53
2. "The Fantabulous Emancipation" - 1:32
3. "Harley Quinn (Danger Danger)" - 3:06
4. "Birds of Prey" - 2:16
5. "Harley Gogo Agogo" - 1:56
6. "The Black Mask Club" - 1:54
7. "Stolen Diamond" - 1:55
8. "Bad Ass Broad (Whistle MF)" - 3:07
9. "Lonely in Gotham" - 0:50
10. "Black Canary Echo" - 1:08
11. "The Bertinelli Massacre (The Huntress Story)" - 2:29
12. "Bump It!" - 2:19
13. "Roman Sionis" - 2:42
14. "Lockdown" - 2:27
15. "Bruce and the Beaver" - 1:26
16. "Lotus Flower" - 1:40
17. "Femme Fatale" - 0:19
18. "Breakout!" - 4:20
19. "The Bertinelli Revenge" - 1:57
20. "I Want To Kill You Because I Can" - 3:13
21. "Zsasz Showdown" - 2:30
22. "Work Together" - 2:05
23. "Battle Commence" - 2:33
24. "Fight Together (Birds of Prey)" - 4:59
25. "Founders Pier" - 1:46
26. "Roller Vs Rollers" - 3:27
27. "The Fantabulous Emancipation of One Harley Quinn" - 2:03